# Mozambique aux Jeux paralympiques
Le Mozambique a participé pour la première fois aux Jeux paralympiques aux Jeux paralympiques d'été de 2012 à Londres. Il n'a encore remporté aucune médaille dans cette compétition.   